# Águeda
Águeda este un oraș în Districtul Aveiro, Portugalia.